# 总曲率

总曲率为 6π的曲线，曲线的指数/转数为 3，关于 p 点有绕数 2。

在数学中的曲线微分几何的研究中，一个浸入在平面上的曲线的总曲率是曲率的曲线积分：
{\displaystyle \int _{a}^{b}k(s)\,ds.}
闭曲线的总曲率是 2π 的整数倍，该整数称为曲线的指数或转数。其中转数是单位切向量关于起点的绕数，或者等价的高斯映射的次数。
局部不变量曲率和整体拓扑不变量指数的关系是高维黎曼几何的代表性结果，如高斯－博內定理。

## 不变量
根据惠特尼－格劳斯坦定理，总曲率在曲线的正则同伦下不变：总曲率是高斯映射的次数。然而，它不是同伦下的不变：经历一个扭结将会更改转折点的数目。
相反，关于曲线外一点的绕数在同伦下不变。对于曲线上的点绕数将改变1。